# Ardem Patapoutian
Ardem Patapoutian, né le 2 octobre 1967 à Beyrouth au Liban, est un biologiste moléculaire et neuroscientifique libano-américain d'origine arménienne au Scripps Research à La Jolla en Californie. 
Il est co-lauréat du prix Nobel de médecine avec David Julius en 2021.

## Biographie
Ardem Patapoutian fréquente l'université américaine de Beyrouth avant d'émigrer aux États-Unis en 1986. Il obtient un baccalauréat en biologie cellulaire et du développement de l'Université de Californie à Los Angeles en 1990 et un doctorat en biologie du California Institute of Technology en 1996. En tant que chercheur postdoctoral, Patapoutian a travaillé avec Louis F. Reichardt à l'Université de Californie à San Francisco. En 2000, il est nommé professeur assistant au Scripps Research Institute. Entre 2000 et 2014, il occupe un poste de recherche pour la fondation de recherche Novartis. Depuis 2014, Patapoutian est chercheur pour le Howard Hughes Medical Institute (HHMI).

## Récompenses et honneurs
Ardem Patapoutian est membre de l'Association américaine pour l'avancement des sciences depuis 2016, membre de la National Academy of Sciences depuis 2017 et de l'Académie américaine des arts et des sciences depuis 2020,. En 2017, Patapoutian a reçu le prix W. Alden Spencer (en), en 2019 le Rosenstiel Award,, en 2020 le prix Kavli en neurosciences et le BBVA Foundation Frontiers of Knowledge Award in Biology / Biomedicine,.
En 2021, il reçoit le prix Nobel de physiologie ou médecine conjointement avec David Julius pour leurs découvertes de récepteurs de la température, ainsi que de récepteurs du toucher et de la proprioception,. Ardem Patapoutian a identifié les récepteurs  impliqués dans la mécanosensation nommés Piezo1 et Piezo2 (du grec piezo, signifiant « pression »), Piezo2 étant le principal senseur du toucher et de la proprioception, le sens de la position du corps et de ses mouvements.

## Publications
- (en) Syeda, Qiu, Dubin et Murthy, « LRRC8 Proteins Form Volume-Regulated Anion Channels that Sense Ionic Strength », Cell, vol. 164, no 3,‎ 28 janvier 2016, p. 499–511 (ISSN 1097-4172, PMID 26824658, PMCID 4733249, DOI 10.1016/j.cell.2015.12.031, lire en ligne).
- (en) Ranade, Woo, Dubin et Moshourab, « Piezo2 is the major transducer of mechanical forces for touch sensation in mice », Nature, vol. 516, no 7529,‎ décembre 2014, p. 121–125 (ISSN 1476-4687, DOI 10.1038/nature13980, lire en ligne).
- Woo, Ranade, Weyer et Dubin, « Piezo2 is required for Merkel-cell mechanotransduction », Nature, Springer Science and Business Media LLC, vol. 509, no 7502,‎ 6 avril 2014, p. 622–626 (ISSN 0028-0836, DOI 10.1038/nature13251)